# Glycine arenaria
Glycine arenaria es una especie de planta floral del género Glycine, familia Fabaceae, orden Fabales.

## Distribución
Se distribuye por Territorio del Norte y Australia Occidental.

## Taxonomía
Fue descrita por Tindale y publicada en Brunonia 9: 178 (1987).